# Adrien Albert
Pour les articles homonymes, voir Adrien Albert (auteur) et Albert.
Adrien Albert, né le 19 novembre 1907 à Sydney en Australie et mort le 29 décembre 1989 à Canberra, est un chimiste reconnu durant la Seconde Guerre mondiale pour ses travaux sur l'acridine et la chimie des hétérocycles.

## Contexte historique
C’est en 1938, un peu avant la Seconde Guerre Mondiale, qu'Adrien Albert quitte Londres pour retourner dans son pays d’origine, l’Australie. Ce chimiste a joué un rôle important dans la Guerre du Pacifique. La Guerre du Pacifique inclut les campagnes menées à partir de 1941 dans la zone Asie-Pacifique dans le cadre de l'affrontement entre les Alliés et l'empire du Japon. Elle englobe aussi l'ensemble des opérations militaires menées sur les fronts est-asiatique et océanien de la Seconde Guerre Mondiale.
Adrien Albert a contribué à la guerre en devenant conseillé dans le domaine de la chimie médicale pour l'armée australienne en 1942. Dans le cadre de ses fonctions, il élabore la synthèse de l’acridine antipaludique et permet la production, à l’échelle industrielle, de la proflavine (en), un antiseptique. Ces produits étaient désespérément en demande pendant la Guerre du Pacifique. Ce travail lui aura permis de se faire reconnaître en Australie. Il retourna finalement à Londres après la Seconde Guerre mondiale en 1947.

## Biographie
Son père, d’origine suisse, se nomme Jacques Albert. Il est un homme d’affaires œuvrant dans l’industrie de la musique. Sa mère est d’origine australienne et se nomme Mary Eliza Blanche, née Allan. Adrien Albert avait deux demi-frères considérablement plus âgés et issus d’un mariage antérieur de son père, celui-ci étant décédé durant son enfance. Ainsi, ce dernier a été élevé en grande partie par sa mère.
En ce qui concerne sa scolarité, il fait ses études primaires à Randwick et Coogee (en), puis, ses études secondaires au the Scots College (en) où il obtient une bourse d’étude. Il étudie aussi plusieurs domaines à l’université de Sydney, comme la botanique en 1926, la chimie et le matériel médical en 1927. En 1928, il termine ses études en pharmacie et devient pharmacien d’État. Or, il se rend rapidement compte que ce métier n’est pas pour lui, car il est trop axé sur le commerce et pas assez sur les sciences. Il retourne donc à l’université de Sydney pour compléter un baccalauréat en sciences (BSc) où il obtient une mention de premier de classe et une médaille de l’université en 1932. Pendant ce temps, il travaille dans le département de pharmacie de l’université de Sydney ainsi que dans une entreprise de teinture de tissus pour amasser de l’argent.
En 1934, il quitte l'Australie pour se rendre à l'université de Londres, où il effectue de la recherche pour obtenir un doctorat. C'est sous la supervision de W.H. Linnel qu'il travaille sur un projet de recherche au sein du College of the Pharmaceutical Society (en). Son projet de recherche portant sur la synthèse de nouveaux aminoacridines comme antiseptiques potentiels l’introduit au monde de la chimie hétérocyclique. D’ailleurs, la chimie hétérocyclique le fascinera toute sa vie et il observera le rôle de celle-ci dans les domaines de la médecine et de la chimiothérapie.
Sa modeste vie causée par de maigres revenus d'emplois l'oblige souvent à négliger son alimentation, ce qui lui cause de nombreux problèmes de santé. Pour cette raison, il se met à avoir des d'ulcères gastriques qui finissent par entrainer une hémorragie et la perforation de l'estomac. Une intervention chirurgicale réalisée en urgence par un hôpital de Londres lui sauvera la vie, mais il en souffrira jusqu'à sa mort.
En 1937, il obtient son doctorat PhD. C'est grâce à ses travaux sur la synthèse sur l’acridine (acridine antiseptics) qu'il obtient ce grade. Dès lors, il décide de partir en voyage pour visiter des centres européens de recherches chimiothérapeutiques. Il visite, entre autres, la France et l’Allemagne. En 1938, il revient à Sydney et accepte un poste temporaire comme enseignant au département de pharmacie de l'Université de Sydney. Cette assignation lui donne accès à des installations de recherche. Par la suite, il enseigne avec J.C. Earl au département de chimie organique.
C’est en 1942 qu’Adrien Albert est nommé conseiller de la chimie médicale à la Direction médicale de l'armée australienne. Au cours de cette période, il continue sa recherche sur l’acridine avec des collègues de travail disponibles. Il entreprend également l'élaboration d'une synthèse pratique de l'acridine antipaludique, soit l’atébrine, et la préparation à l'échelle industrielle de l'antiseptique proflavine (en), qui étaient tous deux désespérément en demande pendant la Guerre du Pacifique. Durant cette période, le laboratoire du Département de Chimie organique fut réservé exclusivement à la fabrication de proflavine sous la surveillance directe de Dr Konrad Gibian.
Vers la fin de la guerre, ses recherches sont enfin reconnues et appréciées par un organisme de financement formé auparavant, le Australian Medical Research Council. Cet organisme commence à soutenir son travail de manière plus adéquate. Ainsi, il construit une « équipe de chimiothérapie » pour étudier les liens entre la structure et les activités des agents antimicrobiens synthétiques. Cette équipe restera en fonction jusqu'à son départ à la fin de 1947 lorsqu’il ira rejoindre l'institution Wellcome Research Institution à Londres.
De 1947 à 1948, il est chercheur au Wellcome Research Institution. Durant ces années, il devient un chef d'équipe respecté et un expert de la recherche fondamentale dans le domaine en plein essor de la chimiothérapie. En 1948, il obtient un doctorat en sciences (DSc). En 1949, il est nommé professeur de chimie médicale à John Curtin School of Medical Research (en) où il restera jusqu’à sa retraite en 1972,. Or, comme il n'y avait pas de bâtiment disponible à Canberra, il a inauguré son département de chimie médicale dans les laboratoires à Londres pour ses travaux sur les agents anti-cancers. Son département est déplacé à Canberra, au John Curtin School of Medical Research, en 1956. Malheureusement, le laboratoire d’Albert coûte si cher à exploiter efficacement qu’il sera plus tard transformé en un centre d’élevage d’animaux.
Plusieurs années avant sa retraite, Albert s’implique avec un système peu connu, mais potentiellement intéressant, le v-triazolo [4,5-d] pyrimidines. Il décide de renommer ceux-ci plus simplement, soit le 8–azapurine (en). Puis, il commence à étudier les voies de synthèse alternatives de 1,2,3 -triazole, même si ces intermédiaires ne sont pas facile à produire à ce moment-là. À la fin de 1972, il estime qu'il maîtrise suffisamment la chimie pour commencer la préparation de dérivés plus spécifiques comme agents antinéoplasiques potentiels.
En 1973, c’est le début de sa retraite active comme chercheur à la Research School of Chemistry et au Department of Chemistry à ANU. Il est professeur de recherche au département de pharmacologie à l'Université Stony Brook à New York.
Sur le plan personnel, il fait le choix de ne jamais se marier, car il jugeait qu’une femme et des enfants nuiraient à son temps de recherche. Albert parlait allemand, français, italien et un peu d'autres langues européennes. Comme loisirs, il aimait jouer du piano, il appréciait la photographie et le dessin, il écrivait un peu de poésie et se passionnait pour les plantes et les fleurs.
Il est mort le 29 décembre 1989 à Woden Valley Hospital (en), à Canberra. Le laboratoire de chimie médicale à l'Université de Sydney a été nommé en son honneur,

## Réalisations et théories
Adrian Albert développe le concept de toxicité pour expliquer les effets de certaines substances chimiques sur les cellules. Il écrit dans des « lectures publiques » à l’University College de Londres en 1948. En 1951, il sort la première édition de Selective Toxicity, qui a contribué au progrès médicinal. Le chimiste a continué à faire des recherches pendant 35 ans. En 1985, la 7e édition est sortie. En 1987, c’est la sortie de Companion book et de Xenobiosis. En 1951, il publie un livre appelé The Acridines. En 1959, la première édition de Heterocyclic Chemistry sort, suivie de la deuxième en 1968. Il a grandement contribué à la recherche en chimie hétérocyclique. Les hétérocycles forment une classe de composés organiques comportant un cycle constitué d'atomes d'au moins deux éléments différents.

## Distinctions
Adrian Albert a remporté deux prix majeurs, soient le Smissman Prize of the American Chemical Society et le Olle Prize of the Royal Australian Chemical Institute (en). Il a aussi été nommé membre de l'Académie australienne des sciences en 1958.
En 1989, il a été nommé Officier de l'Ordre de l'Australie par la Reine pour sa contribution à la recherche médicale.
Un doctorat en sciences lui sera décerné à titre posthume par l'université de Sydney en 1990.

## Synthèse de l’acridine
L'acridine, de formule chimique C13H9N, est un hétérocycle azoté. Le nom désigne aussi les composés contenant le cycle triple C13N. Il entreprit l'élaboration d'une synthèse pratique de l'acridine antipaludique, la mépacrine (atébrine), et la préparation à l'échelle industrielle de l'antiseptique proflavine, qui étaient tous deux désespérément en besoin durant la Guerre du Pacifique. La proflavine a ensuite été remplacée par l'un des nouveaux composés d'Albert, 9-aminoacridine, mais il a été produit dans une installation industrielle sous la dénomination commerciale "Monacrin".
Le 9-aminoacridine est un colorant hautement fluorescent qui est utilisé comme antiseptique et expérimentalement comme mutagène. À la suite de ces travaux, il y a eu un nouveau départ dans la purine et la ptéridine chimique, à la suite de l'introduction du 6-mercaptopurine et du méthotrexate comme médicaments efficaces contre la leucémie et la reconnaissance des rôles essentiels pour les acides foliques en biochimie. En 1951, développé dans les cinq années suivantes dans son livre, il envisage un médicament idéal considéré comme très toxique pour un organisme pathogène envahissant mais peu toxique pour l'hôte. Ce concept est applicable, non seulement à la médecine humaine et vétérinaire, mais aussi aux pesticides, aux herbicides sélectifs et autres.

## Faits divers
Face à des individus travailleurs et efficaces, Albert était toujours poli et courtois. Cependant, lorsqu’il était en contact avec des gens plutôt mous ou inefficaces (que ce soit dans un laboratoire, une banque ou un restaurant), il pouvait être laconique à l'extrême. Contrairement à certains chefs de départements, il était important pour lui que son nom ne soit pas utilisé sur les documents auxquels il avait contribué, car il voulait que ses étudiants aient tout le mérite. Cependant, il insistait souvent sur son droit de critiquer objectivement tous les papiers, les travaux et les théories allant être publiés par un membre de son personnel.
Adrien Albert détestait le travail administratif sous toutes ses formes. D'ailleurs, il s'agit de la seule raison qui le rendait heureux de prendre sa retraite.